# Polnischer Fußballpokal 1993/94

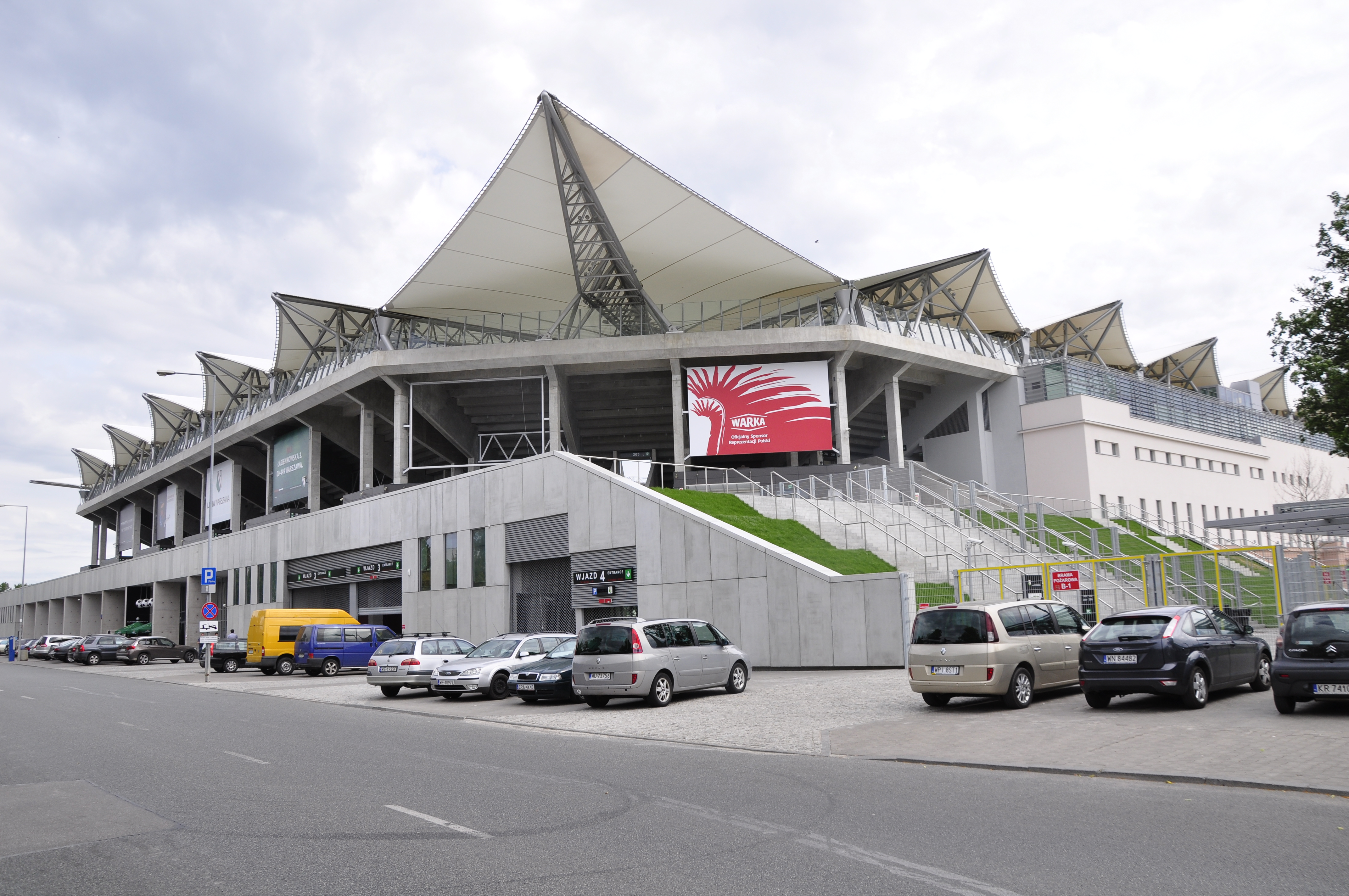
Stadion Wojska Polskiego in Warschau (heute: Pepsi Arena) nach dem Umbau, Austragungsort des polnischen Pokalfinales 1994

Der Puchar Polski 1993/94 war die 40. Ausspielung des polnischen Pokalwettbewerbs. Er begann im Juli 1993 und wurde mit dem Finale am 18. Juni 1994 abgeschlossen.
Legia Warschau gewann den nationalen Pokal zum zehnten Mal bei seiner 15. Finalteilnahme. Für Endspielgegner ŁKS Łódź war es die erste Niederlage im zweiten Endspiel. Als polnischer Meister der Saison 1993/94 war Legia Warschau für die UEFA Champions League 1994/95 qualifiziert, so dass ŁKS Łódź als Finalist am Europapokal der Pokalsieger teilnahm.
Titelverteidiger GKS Katowice schied im Halbfinale aus.

## Teilnehmende Mannschaften
| 1. Liga 18 Vereine der Saison 1992/93 | 2. Liga 36 Vereine der Saison 1992/93 | Regionale Teilnehmer aus den Woiwodschaften | Regionale Teilnehmer aus den Woiwodschaften | Regionale Teilnehmer aus den Woiwodschaften |
| Lech Posen Legia Warschau ŁKS Łódź Ruch Chorzów Widzew Łódź Stal Mielec Pogoń Szczecin GKS Katowice (TV) Górnik Zabrze Wisła Krakau Siarka Tarnobrzeg Zagłębie Lubin Zawisza Bydgoszcz Hutnik Krakau Szombierki Bytom Śląsk Wrocław Olimpia Posen Jagiellonia Białystok | Gruppe I Warta Posen Miliarder Pniewy Ślęza Wrocław Bałtyk Gdynia Raków Częstochowa Lechia Gdańsk Miedź Legnica GKS Tychy Arka Gdynia Stilon Gorzów Wielkopolski KP Wałbrzych Polonia Bytom Naprzód Rydułtowy Lechia Dzierżoniów Górnik Pszów Zagłębie Sosnowiec Chemik Police Igloopol Dębica Gruppe II Polonia Warschau Stal Stalowa Wola Motor Lublin Karpaty Krosno OKS Stomil Olsztyn Hutnik Warschau GKS Bełchatów Avia Świdnik Błękitni Kielce Stal Rzeszów Hetman Zamość Wisłoka Dębica Petrochemia Płock Resovia Rzeszów Boruta Zgierz Górnik Konin Chemik Bydgoszcz Korona Kielce | - W. Biała Podlaska AZS Biała Podlaska - W. Białystok MZKS Wasilków - W. Bielsko-Biała KS Unia Oświęcim - W. Bydgoszcz nicht bekannt - W. Chełm Start 1994 Krasnystaw - W. Ciechanów Błękitni Raciąż - W. Częstochowa Victoria Częstochowa - W. Elbląg Polonia Elbląg - W. Gdańsk nicht bekannt - W. Gorzów Dąb Dębno - W. Jelenia Góra nicht bekannt - W. Kalisz LKS Jankowy - W. Katowice nicht bekannt - W. Kielce Granat Skarżysko-Kamienna - W. Konin nicht bekannt - W. Koszalin Gwardia Koszalin - W. Kraków Dalin Myślenice - W. Krosno Stal Sanok - W. Legnica Konfeks Legnica - W. Leszno Sparta Miejska Górka - W. Lublin nicht bekannt - W. Łomża ŁKS Łomża - W. Łódź nicht bekannt - W. Nowy Sącz LKS Świniarsko - W. Olsztyn Orlęta Reszel | - W. Opole Raczkowski Namysłów - W. Ostrołęka Bug Wyszków - W. Piła Polonia Chodzież - W. Piotrków Piotrcovia Piotrków Trybunalski - W. Płock Stoczniowiec Płock - W. Poznań Luboński KS Luboń - W. Przemyśl Kamax Kańczuga - W. Radom Radomiak Radom - W. Rzeszów nicht bekannt - W. Siedlce Pogoń Siedlce - W. Sieradz WKS Wieluń - W. Skierniewice Pelikan Łowicz - W. Słupsk Stal Jezierzyce - W. Suwałki Wigry Suwałki - W. Szczecin Hutnik Szczecin - W. Tarnobrzeg Tłoki Stal Gorzyce - W. Tarnów BKS Bochnia - W. Toruń Elana Toruń - W. Wałbrzych Polonia Świdnica - W. Warszawa Nowakowski Nowy Dwór - W. Włocławek Jagiellonka Nieszawa - W. Wrocław nicht bekannt - W. Zamość Prywaciarz Tomaszów Lubelski - W. Zielona Góra BKS Bolesławiec |                                             |

## Vorrunde
Nicht bekannt.

## 1. Runde
Die Spiele der 1. Runde fanden am 28. und 31. Juli sowie am 1. und 4. August 1993 statt.
| Datum      |                              | Ergebnis              |                                 |
| ---------- | ---------------------------- | --------------------- | ------------------------------- |
| XX.XX.1993 | Błękitni Raciąż              | 2:1                   | Bug Wyszków                     |
| XX.XX.1993 | Sparta Miejska Górka         | 0:4                   | LKS Jankowy                     |
| XX.XX.1993 | Jagiellonka Nieszawa         | 2:0                   | Elana Toruń                     |
| XX.XX.1993 | Dalin Myślenice              | 1:2                   | KS Unia Oświęcim                |
| XX.XX.1993 | BKS Bochnia                  | 0:3                   | Kamax Kańczuga                  |
| XX.XX.1993 | LKS Świniarsko               | 0:2                   | Stal Sanok                      |
| XX.XX.1993 | Prywaciarz Tomaszów Lubelski | 2:1                   | Tłoki Stal Gorzyce              |
| XX.XX.1993 | Victoria Częstochowa         | 0:3                   | Piotrcovia Piotrków Trybunalski |
| XX.XX.1993 | Start 1994 Krasnystaw        | 0:3                   | Radomiak Radom                  |
| XX.XX.1993 | AZS Biała Podlaska           | 5:0                   | ŁKS Łomża                       |
| XX.XX.1993 | Granat Skarżysko-Kamienna    | 3:4                   | Pelikan Łowicz                  |
| XX.XX.1993 | Orlęta Reszel                | 3:0                   | Wigry Suwałki                   |
| XX.XX.1993 | Luboński KS Luboń            | 4:1 n. V.             | Stoczniowiec Płock              |
| XX.XX.1993 | Stal Jezierzyce              | 4:4 n. V. (4:5 i. E.) | Polonia Elbląg                  |
| XX.XX.1993 | Polonia Chodzież             | 1:0                   | Gwardia Koszalin                |
| XX.XX.1993 | WKS Wieluń                   | 0:3                   | Nowakowski Nowy Dwór            |
| XX.XX.1993 | BKS Bolesławiec              | 2:1                   | Konfeks Legnica                 |
| XX.XX.1993 | Dąb Dębno                    | 2:0                   | Hutnik Szczecin                 |
| XX.XX.1993 | Raczkowski Namysłów          | 5:0                   | Polonia Świdnica                |
| 04.08.1993 | Pogoń Siedlce                | 1:0                   | MZKS Wasilków                   |

## 2. Runde
Die Spiele der 2. Runde wurden am 25. August und 1. September 1993 ausgetragen. Es nahmen die Gewinner der 1. Runde sowie die Mannschaften der 2. Liga der Saison 1992/93 teil.
| Datum      |                                 | Ergebnis              |                            |
| ---------- | ------------------------------- | --------------------- | -------------------------- |
| 25.08.1993 | Prywaciarz Tomaszów Lubelski    | 1:4                   | Motor Lublin               |
| 25.08.1993 | Dąb Dębno                       | 2:2 n. V. (6:5 i. E.) | Miedź Legnica              |
| 25.08.1993 | Błękitni Raciąż                 | 1:3                   | Hutnik Warschau            |
| 25.08.1993 | Pogoń Siedlce                   | 1:0 n. V.             | Avia Świdnik               |
| 25.08.1993 | Jagiellonka Nieszawa            | 2:0                   | OKS Stomil Olsztyn         |
| 25.08.1993 | KS Unia Oświęcim                | 2:1                   | GKS Tychy                  |
| 25.08.1993 | Kamax Kańczuga                  | 2:4                   | Wisłoka Dębica             |
| 25.08.1993 | Stal Sanok                      | 2:1                   | Resovia Rzeszów            |
| 25.08.1993 | Piotrcovia Piotrków Trybunalski | 1:3                   | Błękitni Kielce            |
| 25.08.1993 | AZS Biała Podlaska              | 1:4                   | Hetman Zamość              |
| 25.08.1993 | Pelikan Łowicz                  | 0:2                   | Petrochemia Płock          |
| 25.08.1993 | Orlęta Reszel                   | 0:1                   | Bałtyk Gdynia              |
| 25.08.1993 | Luboński KS Luboń               | 1:2                   | Ślęza Wrocław              |
| 25.08.1993 | Polonia Chodzież                | 0:2                   | Stilon Gorzów Wielkopolski |
| 25.08.1993 | BKS Bolesławiec                 | 2:2 n. V. (1:3 i. E.) | Lechia Dzierżoniów         |
| 25.08.1993 | Polonia Elbląg                  | 0:1                   | Arka Gdynia                |
| 25.08.1993 | Raczkowski Namysłów             | 2:0                   | KP Wałbrzych               |
| 25.08.1993 | Górnik Pszów                    | 2:1                   | Raków Częstochowa          |
| 25.08.1993 | Igloopol Dębica                 | 1:4                   | Stal Rzeszów               |
| 25.08.1993 | Chemik Bydgoszcz                | 1:3                   | Lechia Gdańsk              |
| 25.08.1993 | Boruta Zgierz                   | 1:1 n. V. (3:2 i. E.) | GKS Bełchatów              |
| 25.08.1993 | Korona Kielce                   | 2:1 n. V.             | Naprzód Rydułtowy          |
| 01.09.1993 | Radomiak Radom                  | 1:1 n. V. (5:3 i. E.) | Stal Stalowa Wola          |
| 01.09.1993 | Nowakowski Nowy Dwór            | 0:3                   | Polonia Warschau           |
| 01.09.1993 | Chemik Police                   | 1:2                   | Warta Posen                |
| 01.09.1994 | Górnik Konin                    | 2:4                   | Miliarder Pniewy           |
|            | LKS Jankowy                     | 1                     | Zagłębie Sosnowiec         |
|            | Karpaty Krosno                  | 1                     | Polonia Bytom              |

## 3. Runde
Die Spiele der 3. Runde fanden am 15. und 21. September 1993 mit den Gewinnern der 2. Runde statt.
| Datum      |                            | Ergebnis              |                    |
| ---------- | -------------------------- | --------------------- | ------------------ |
| 15.09.1993 | Stilon Gorzów Wielkopolski | 3:2                   | Miliarder Pniewy   |
| 15.09.1993 | Górnik Pszów               | 5:1                   | Błękitni Kielce    |
| 15.09.1993 | KS Unia Oświęcim           | 2:3 n. V.             | Wisłoka Dębica     |
| 15.09.1993 | Pogoń Siedlce              | 0:0 n. V. (4:5 i. E.) | Motor Lublin       |
| 15.09.1993 | Raczkowski Namysłów        | 3:1                   | Polonia Bytom      |
| 15.09.1993 | Petrochemia Płock          | 1:0                   | Warta Posen        |
| 15.09.1993 | Korona Kielce              | 2:5                   | Hetman Zamość      |
| 15.09.1993 | Dąb Dębno                  | 0:3 n. V.             | Ślęza Wrocław      |
| 15.09.1993 | Arka Gdynia                | 1:0                   | Lechia Gdańsk      |
| 15.09.1993 | Boruta Zgierz              | 2:1                   | Polonia Warschau   |
| 15.09.1993 | Stal Sanok                 | 2:1                   | Stal Rzeszów       |
| 15.09.1993 | LKS Jankowy                | 2:1 n. V.             | Lechia Dzierżoniów |
| 15.09.1993 | Jagiellonka Nieszawa       | 1:1 n. V. (3:2 i. E.) | Bałtyk Gdynia      |
| 21.09.1993 | Radomiak Radom             | 1:0                   | Hutnik Warschau    |

## 4. Runde
Die 4. Runde fand am 6. Oktober 1993 mit den Gewinnern der 3. Runde statt. Hinzu kamen die 18 Mannschaften der 1. Liga.
| Datum      |                            | Ergebnis              |                       |
| ---------- | -------------------------- | --------------------- | --------------------- |
| 06.10.1993 | Zagłębie Lubin             | 1:3                   | Górnik Zabrze         |
| 06.10.1993 | Siarka Tarnobrzeg          | 2:1                   | Wisła Krakau          |
| 06.10.1993 | LKS Jankowy                | 0:3                   | GKS Katowice          |
| 06.10.1993 | Raczkowski Namysłów        | 0:1                   | Legia Warschau        |
| 06.10.1993 | Boruta Zgierz              | 2:3                   | Hutnik Krakau         |
| 06.10.1993 | Motor Lublin               | 0:0 n. V. (4:1 i. E.) | Pogoń Szczecin        |
| 06.10.1993 | Jagiellonka Nieszawa       | 1:3                   | ŁKS Łódź              |
| 06.10.1993 | Petrochemia Płock          | 2:3 n. V.             | Zawisza Bydgoszcz     |
| 06.10.1993 | Stal Sanok                 | 0:3                   | Jagiellonia Białystok |
| 06.10.1993 | Wisłoka Dębica             | 0:2                   | Szombierki Bytom      |
| 06.10.1993 | Radomiak Radom             | 1:4                   | Ruch Chorzów          |
| 06.10.1993 | Ślęza Wrocław              | 0:3                   | Olimpia Posen         |
| 06.10.1993 | Hetman Zamość              | 1:0                   | Stal Mielec           |
| 06.10.1993 | Stilon Gorzów Wielkopolski | 11:0 1                | Śląsk Wrocław         |
| 06.10.1993 | Arka Gdynia                | 0:2                   | Widzew Łódź           |
| 06.10.1993 | Górnik Pszów               | 12:0 2                | Lech Posen            |

## 5. Runde
Die 5. Runde fand am 10. November 1993 mit den Gewinnern der 4. Runde statt.
| Datum      |                       | Ergebnis  |                            |
| ---------- | --------------------- | --------- | -------------------------- |
| 10.11.1993 | Górnik Pszów          | 4:2       | Stilon Gorzów Wielkopolski |
| 10.11.1993 | Olimpia Posen         | 0:2       | Ruch Chorzów               |
| 10.11.1993 | Jagiellonia Białystok | 0:3       | GKS Katowice               |
| 10.11.1993 | Hetman Zamość         | 2:1 n. V. | Hutnik Krakau              |
| 10.11.1993 | Motor Lublin          | 2:3 n. V. | ŁKS Łódź                   |
| 10.11.1993 | Widzew Łódź           | 1:2       | Legia Warschau             |
| 10.11.1993 | Siarka Tarnobrzeg     | 0:1       | Górnik Zabrze              |
| 10.11.1993 | Szombierki Bytom      | 3:0       | Zawisza Bydgoszcz          |

## Viertelfinale
Die Spiele wurden in Hin- und Rückspielen ausgetragen. Die erstgenannten Mannschaften hatten zuerst Heimrecht. Die Hinspiele fanden am 30. März 1994, die Rückspiele am 11. Mai 1994 statt.
|               | Gesamt |                  | Hinspiel | Rückspiel |
| ------------- | ------ | ---------------- | -------- | --------- |
| Hetman Zamość | 0:3    | Legia Warschau   | 0:0      | 0:3       |
| Górnik Pszów  | 1:9    | Górnik Zabrze    | 1:1      | 0:8       |
| ŁKS Łódź      | 7:3    | Szombierki Bytom | 5:1      | 2:2       |
| Ruch Chorzów  | 0:6    | GKS Katowice     | 10:3 1   | 0:3       |

## Halbfinale
Die erstgenannten Mannschaften hatten zuerst Heimrecht. Die Hinspiele fanden am 25. Mai 1994, die Rückspiele am 8. Juni 1994 statt.
|                | Gesamt |               | Hinspiel | Rückspiel |
| -------------- | ------ | ------------- | -------- | --------- |
| Legia Warschau | 7:4    | Górnik Zabrze | 5:2      | 2:2       |
| GKS Katowice   | 0:1    | ŁKS Łódź      | 0:0      | 0:1       |

## Finale
| Legia Warschau                                       | Legia Warschau | ŁKS Łódź | ŁKS Łódź |
| ---------------------------------------------------- | --- | --- | -------- |
| Legia Warschau                                       | \| 18. Juni 1994 in Warschau (Stadion Wojska Polskiego) \| \| Ergebnis: 2:0 (0:0) \| \| Zuschauer: 20.000 \| \| Schiedsrichter: Krzysztof Perek (Posen) \|                                                                                            | \| 18. Juni 1994 in Warschau (Stadion Wojska Polskiego) \| \| Ergebnis: 2:0 (0:0) \| \| Zuschauer: 20.000 \| \| Schiedsrichter: Krzysztof Perek (Posen) \| | ŁKS Łódź |
| Legia Warschau                                       | Zbigniew Robakiewicz – Marek Jóźwiak, Juliusz Kruszankin, Krzysztof Ratajczyk, Marcin Jałocha – Radosław Michalski, Leszek Pisz, Grzegorz Wędzyński, Adam Fedoruk (72. Dariusz Szeląg) – Jerzy Podbrożny, Wojciech Kowalczyk Cheftrainer: Paweł Janas | Andrzej Woźniak – Rafał Pawlak, Marek Chojnacki, Witold Bendkowski, Tomasz Lenart – Dariusz Podolski, Janusz Kaczówka (85. Jarosław Dziedzic), Grzegorz Krysiak, Andrzej Ambrożej – Tomasz Cebula, Jacek Płuciennik (65. Jarosław Soszyński) Cheftrainer: Ryszard Polak | ŁKS Łódź |
| Legia Warschau                                       | 1:0 Wojciech Kowalczyk (74.) 2:0 Jerzy Podbrożny (86.) | | ŁKS Łódź |
| Legia Warschau                                       | Wojciech Kowalczyk | Grzegorz Krysiak | ŁKS Łódź |
| 18. Juni 1994 in Warschau (Stadion Wojska Polskiego) | | |          |
| Ergebnis: 2:0 (0:0)                                  | | |          |
| Zuschauer: 20.000                                    | | |          |
| Schiedsrichter: Krzysztof Perek (Posen)              | | |          |